# 2 plus 1
I 2 plus 1 sono un gruppo musicale polacco, fondato a Varsavia da Janusz Kruk ed Elżbieta Dmoch nel 1971.

## Formazione
- Janusz Kruk (1971 - 1992)
- Elżbieta Dmoch (1971 - 1999)
- Andrzej Rybiński (1971)
- Andrzej Krzysztofik (1971 - 1975)
- Cezary Szlązak (1975 - 1999)

## Discografia
- 1972 - Nowy wspaniały świat
- 1975 - Wyspa dzieci
- 1977 - Aktor
- 1978 - Teatr na drodze
- 1979 - Irlandzki tancerz
- 1980 - Easy Come, Easy Go
- 1981 - Warsaw Nights
- 1983 - Bez limitu
- 1985 - Video
- 1989 - Antidotum

### Raccolte
- 1986 - Greatest Hits Live
- 1991 - 18 Greatest Hits